# Знамя Дмитрия Пожарского

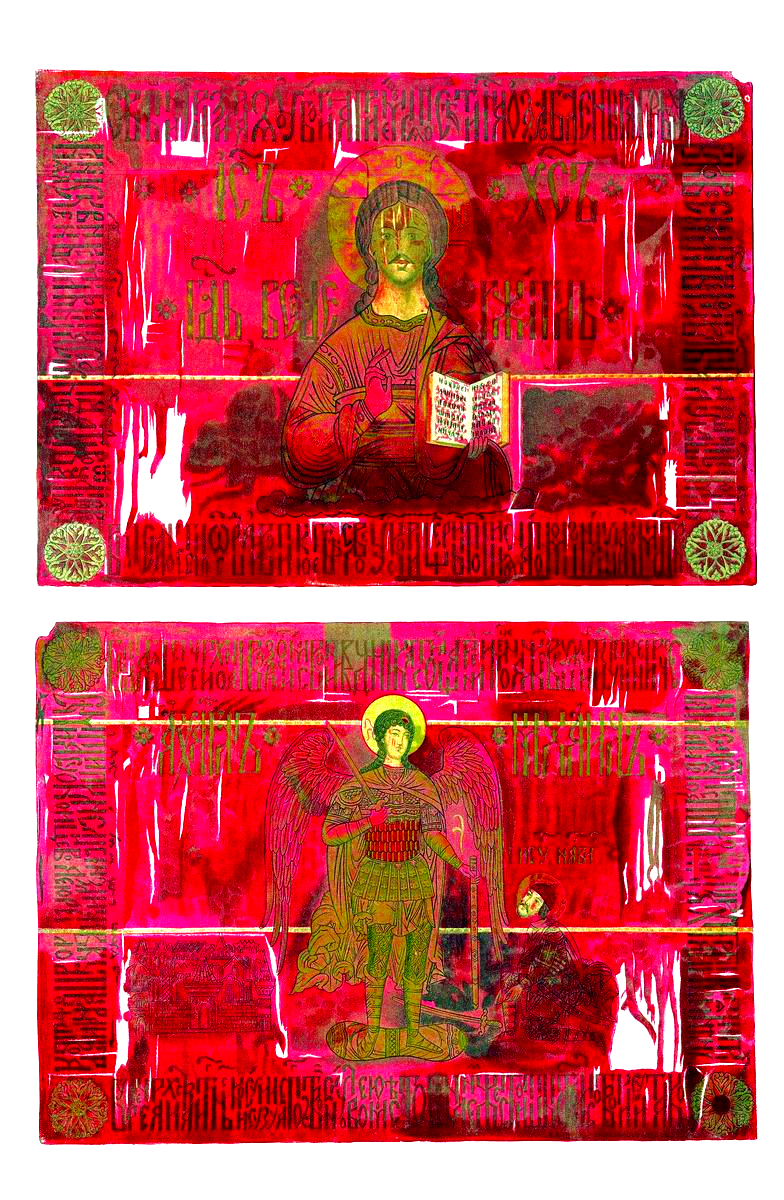

Знамя Дмитрия Пожарского хранится в Оружейной палате Московского Кремля.
На каждой стороне знамени изображена своя библейская сцена, а по периметру дано описание сцены, выполненное славянской вязью.

## Описание

### Лицевая сторона

На лицевой стороне стяга Дмитрия Пожарского изображена сцена из Ветхого Завета (изображение 1): после смерти Моисея вождём Израиля стал Иисус Навин. Накануне штурма Иерихона он встретил архангела Михаила с мечом в руке (Нав. 5:13-15) (изображение 2).
Аналогичная сцена изображена и на знамени Ермака (1582 год). Есть небольшие отличия в деталях.
- Появились новшества:
  - Меч Иисуса лежит у ног архангела, а сбоку висят пустые ножны. На знамени Ермака Иисус вообще без оружия.
  - Архангел Михаил стоит на свёрнутом коврике и в левой руке держит пустые ножны.
  - У Иисуса появился нимб и плащ.
  - Появились подписи имён действующих лиц.
  - Фигуры, смотрящие друг на друга, повернуты в другую сторону. На знамени Ермака архангел Михаил был левша, теперь — правша. На знамени Ермака Иисус преклонил правое колено, теперь — левое. Иерихон же как был, так и остался слева на полотнище знамени. Но если на знамени Ермака он был за спиной Иисуса, то теперь он за спиной архангела.
  - На знамени Ермака вязью написано личное отношение Ермака к архангелу Михаилу, на знамени же Дмитрия Пожарского даётся описание сцены.
- Исчезли фоновые изображения моря и облаков.

Примерный полный текст:
«Бы(сть) егда бяше И(су)с(у) у Ерихона и возръ(в) оч(и)ми своима, видъ ч(е)л(ове)ка стояша пред (н)им и ме(ч) (его) о(б)наже(н) в руцъ (е)го, и (п)риступив к не(му) и р(е)че: наш ли еси или от сопоста(т)у наши(х)? Он же р(е)че ему: а(з) архистратиг силы Г(оспо)дн(и), н(ы)нъ приидох съмо. И пад(е) Ису(с), поклонися лиц(о)м своим на зе(м)лю и рече ему: вл(ады)ко, что (ми) повъ(л)еваши тво(ему) рабу? И рече архистратиг Г(осподе)нь ко Исусу: и зуй сапог тво(й) с н(о)гу твоею, мъсто б(о) на нём же стоиши ты с(вя)то е(с)т(ь). И сотв(о)ри Исусъ тако».

### Оборотная сторона
На обратной стороне полотнища изображён Иисус Христос из Нового Завета. Надпись по периметру:
«С вышних призирая, убогия приемля, посети нас, озлобленные грехи, Владыко Всемилостив, молитвам Богородицы даруй душам нашим велию милость. Всякая скверны, Всемилостивый Спасе, аз бых делател иво отчаяния ров впадся, но стеню от сердца, и вопию к тебе, слове: ускори, щедрый, потщись на помощь нашу, яко милостив».